# Skolpeng
Skolpeng, ett belopp ur skattemedel som stat eller kommun (beroende på land och skolsystem) delar ut till skolor för varje elev, snarare än att tilldela varje skola en budget i form av en klumpsumma. 

## Sverige
I Sverige betalas skolpeng ut av Sveriges kommuner. Skolpengen infördes 1992 som en del av Friskolereformen.
Sedan 1 juli 2011 bestäms skolpengen enligt den nya Skollagen (2010:800) som beslutades i augusti 2010. Systemet omfattar förskola, förskoleklass, grundskola, grundsärskola, gymnasieskola, gymnasiesärskola och fritidshem. För att få skolpeng från barnens hemkommun för någon sådan verksamhet måste en friskola vara godkänd av Skolinspektionen. Skolpengen utgörs av ett grundbelopp för varje elev och ett tilläggsbelopp för elever med ett omfattande behov av särskilt stöd. Utrikes härkomst är ett viktigt sådant skäl till tilläggsbelopp. Skolpengen ska inte bara täcka undervisningen, utan även utgifter som elevhälsa och måltider. Det är varje kommun som beslutar hur stora beloppen ska vara. Statistiska centralbyrån samlar i efterhand statistik om beloppen.